# تولدت مبارک (ترانه هی‌یونگ)
تولدت مبارک (انگلیسی: HBD)  تک‌آهنگی از اولین آلبوم تک‌آهنگ خوانندهٔ اهل کره جنوبی هی‌یونگ به نام ماهی مسافر است که در ۹ دسامبر ۲۰۲۳ توسط اف‌ان‌سی منتشر شد.